# Gnetum
Gnetum és un gènere gimnospermes de la divisió Gnetophyta, l'únic gènere actual de la família Gnetaceae. Té unes 30-35 espècies Són arbres, arbusts i lianes tropicals de fulla persistent.
Al contrari que altres gimnospermes tenen elements vasculars en el seu xilema. Algunes de les seves espècies s'ha proposat que van ser les primeres plantes pol·linitzades per insectes per la seva associació amb les mosques escorpió.

## Usos
Moltes espècies de Gnetum són comestibles, la llavor es torra i les fulles es mengen com verdura. Algunes també són valuoses en la medicina d'herboristeria.

## Taxonomia
- Gnetum sect. Gnetum
  - Gnetum subsect. Gnetum - 2 espècies
    - Gnetum gnemon
    - Gnetum costatum

  - Gnetum subsect. Micrognemones - 2 espècies de lianes
    - Gnetum africanum
    - Gnetum buchholzianum

  - Gnetum subsect. Araeognemones - 9 espècies de lianes - Ituá
    - Gnetum amazonicum
    - Gnetum camporum
    - Gnetum leyboldii
    - Gnetum nodiflorum
    - Gnetum paniculatum
    - Gnetum schwackeanum
    - Gnetum urens
    - Gnetum venosum
- Gnetum sect. Scandentia - unes 20 espècies de lianes
  - Gnetum subsect. stipitati
    - Gnetum arboreum
    - Gnetum contractum
    - Gnetum gracilipes
    - Gnetum latifolium
    - Gnetum montanum
    - Gnetum oblongum
    - Gnetum pendulum
    - Gnetum tenuifolium
    - Gnetum ula

  - Gnetum subsect. sessiles
    - Gnetum acutum
    - Gnetum bosavicum
    - Gnetum cleistostachyum
    - Gnetum cuspidatum
    - Gnetum diminutum
    - Gnetum globosum
    - Gnetum gnemonoides
    - Gnetum hainanense
    - Gnetum klossii
    - Gnetum leptostachyum
    - Gnetum loerzingii
    - Gnetum luofuense
    - Gnetum macrostachyum
    - Gnetum microcarpum
    - Gnetum neglectum
    - Gnetum oxycarpum
    - Gnetum parvifolium
    - Gnetum raya
    - Gnetum ridleyi